# Höhlenweih
Die Höhlenweih (Polyboroides typus) ist eine afrikanische Greifvogelart aus der Familie der Habichtartigen. Sie ist auch unter dem Namen Afrikanischer Schlangensperber bekannt.

## Merkmale
Die Höhlenweih erreicht eine Größe von 51 bis 68 cm, eine Spannweite von 118 bis 152 cm und 500–950 g Gewicht. Die Flügel sind ungewöhnlich breit. Das Gefieder ist grau (graublau), die Flügel haben oberseits schwarze Flecken und die Spitzen der Schwingen sind ausgedehnt schwarz. Der Schwanz zeigt auf schwarzem Grund eine breite weiße Binde in der Mitte und eine schmale weiße Endbinde. Bauch, Unterschwanzdecken, das Beingefieder sowie die Unterflügeldecken sind fein schiefergrau und weiß gebändert. Das nackte Gesicht mit der Wachshaut ist gelb-orange mit einem Hauch rosa, der Schnabel ist schiefergrau. Die Höhlenweih besitzt eine Haube am Hinterkopf, dadurch wirkt der Kopf kantig. Die langen, gelben Beine sind sehr beweglich, der Tarsometatarsus kann um 70° nach hinten und 30° zur Seite bewegt werden. Weibchen und Männchen unterscheiden sich nur geringfügig in der Größe. Jungvögel sind variabel hellbraun bis dunkelbraun und haben ein graues Gesicht. Nach drei Jahren sind sie ausgefärbt und nicht mehr von adulten Vögeln zu unterscheiden.

## Verbreitung
Die Höhlenweih ist fast in ganz Afrika südlich der Sahara sowie im Sudan und in Äthiopien in lichten Wäldern, Baum- und Strauchsavannen anzutreffen. Die Weihe kommt bis in Höhen von 3000 Metern vor.

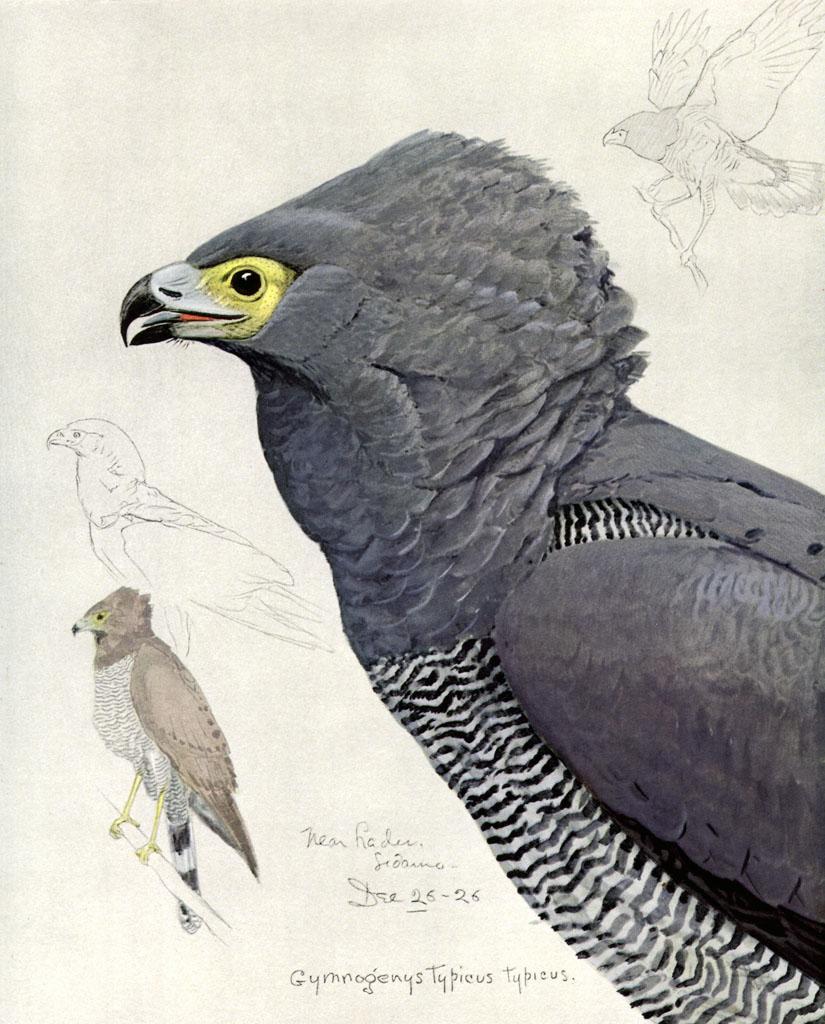
Darstellung der Höhlenweih

## Lebensweise
Die Höhlenweih ernährt sich sehr variabel von Eidechsen, Schlangen, Insekten, Kleinsäugern, Vogeleiern und -jungen sowie von Früchten der Ölpalme. Ihre Beute findet sie aus einem tiefen Suchflug, rüttelnd, laufend oder durch systematisches Absuchen von Bäumen. Sie erbeutet Jungvögel in Baumhöhlen oder Nestern wie folgt: Mit einem Bein hält sie sich an einer Nest- oder Höhlenöffnung fest und steckt ihren Kopf hinein, um nach Beutetieren zu suchen, dann stochert die Weihe mit dem freien Fuß im Nest und angelt die Nestlinge heraus. In Felsspalten und Baumhöhlen erbeutet sie so auch Fledermäuse; daher auch der Name.
Höhlenweihen nisten in den Wipfeln von Bäumen, manchmal auch in Felsspalten. Das Nest besteht aus Ästen, Zweigen und zum Auspolstern aus Pflanzenteilen. Das Weibchen legt ein bis zwei hellbraune, dunkel gesprenkelte Eier. Sie sind 56 mal 44 mm groß. Die Eier werden von beiden Geschlechtern 35–36 Tage ausgebrütet. Meistens sorgt das Männchen für Nahrung, das Weibchen zerteilt die Beute für die Jungen. Die Vögel sind nach 45 bis 55 Tagen flügge und bleiben noch einige Zeit in der Nähe der Eltern.